# Csicsóholdvilági erődtemplom
A csicsóholdvilági erődtemplom (románul: Biserica fortificată din Țapu, németül: Abtsdorfer Kirchenburg) a Szeben megyei, egykoron szászok által lakott Csicsóholdvilág központjában, egy magaslaton áll. 1400 körül emelték gótikus stílusban, az évszázadok során többször átépítették, felújították. A 21. század elejére a faluban már csak néhány szász maradt, az elhanyagolt templom menthetetlenül romos állapotba került, berendezése megsemmisült. A romániai műemlékek jegyzékében az SB-II-a-A-12575 sorszámon szerepel.

## Története
Csicsóholdvilágot (németül Abtsdorf bei Marktschelken vagyis „a Nagyselyk melletti apátfalu”) legelőször 1309-ben említik mint az egresi ciszterci monostor birtokát. Az évszázadok során többször gazdát cserélt, a jobbágysorba került szászok egy része a 19. század elején Nagyszebenbe és Brassóba menekült.
A kezdetben katolikus erődtemplom kerítőfalának részeit egyes kutatók a 13. századra datálják, így két évszázaddal előzi meg a szász templomerődök túlnyomó részének építését. A falunak már 1309-ben plébániatemploma volt, 1333-ban megemlítik János nevű papját. A ma is álló erődtemplom gótikus építészeti elemei 1400 körüli keletkezésre utalnak. Kapuja eredetileg nyugati oldalán nyílt. 1625-ben déli és északi kapukat nyitottak, keskeny csúcsíves ablakait néhány kivételével kicserélték, tornyát valószínűleg lebontották (amennyiben az egyáltalán létezett). 1838-ban ismét renoválták, hajóját lapos stukkómennyezettel látták el, eredeti nyugati kapuját befalazták, északi kapuja elé előcsarnokot építettek.
Bár a reformáció idején a szászok evangélikus vallásra tértek, a templomudvarban található kápolnát továbbra is a faluban maradt katolikusok használták. Ezt 1852-ben lebontották, köveit felhasználták a helyi iskola építéséhez. A fal belső oldalán, több más erődtemplomhoz hasonlóan éléskamrák helyezkedtek el, melyeket 1941-ben elbontottak. Az 1940-es földrengés megrongálta a kaputornyot, 1955–56 között javították ki.
Csicsóholdvilágon egykoron 400 erdélyi szász lakott, azonban a 20. század második felében kivándoroltak; 1997-ben még 57, 2017-ben már csak három szász élt a faluban. A templomban nem tartanak istentiszteleteket, romos állapotba került, a berendezést a helyiek elvitték vagy eltüzelték.

## Leírása
A torony nélküli csarnoktemplom a falu fölé emelkedő dombon helyezkedik el, minden irányból kiválóan látható. Hajója 21 méter hosszú, 7,7 méter széles; ehhez keleti oldalán egy négyzet alapú, szentélyként használt keresztboltozatos terem csatlakozik, melynek vastag falai arra utalnak, hogy föléje templomtornyot terveztek (vagy építettek, majd lebontották). A szentélyt egy fél nyolcszög alaprajzú apszis zárja le, melynek három csúcsíves, négyleveles díszítésű ablaka van. Késő gótikus stílusú, keresztvirágokkal díszített szentségfülkéje a szentély nyugati oldalából nyílik. Sekrestyéjének már csak oldalfalai állnak, bejáratát befalazták. Az oltár 1712-ben készült és a keresztrefeszítést, az utolsó vacsorát, a négy evangélistát, és a Tízparancsolatot ábrázoló naiv festmények díszítették. A padokon és korlátokon több, az építésre és renoválásokra utaló dátum volt olvasható: 1410, 1412, 1642, 1838, 1884.
A folyami kőből épített ovális kerítőfal magassága 6,2, szélessége 0,8 méter; egykoron fából készült kétszintes védőfolyosó volt a tetején. A masszív, védőtornáccal és kontytetővel ellátott, a nyugati oldalon nyíló kaputornyot 2016-ban renoválták, harangja 1623-ból származik. A várfal északi oldalán egy kisebb bejárat is van, melyet szintén őrtorony védett. Temetője a falon kívül, a templomtól délre helyezkedik el.

## Képek

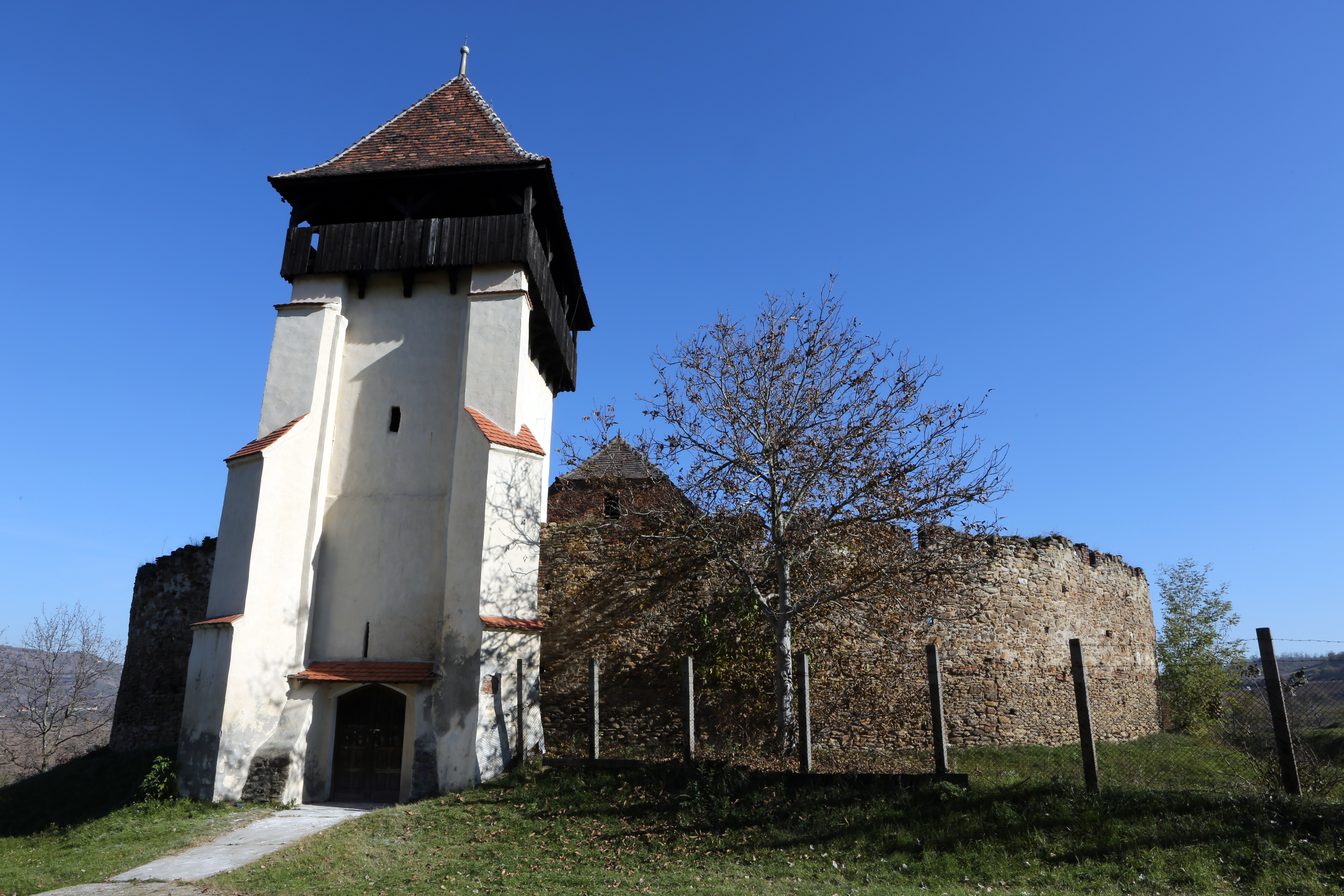
A kaputorony és a kerítőfal
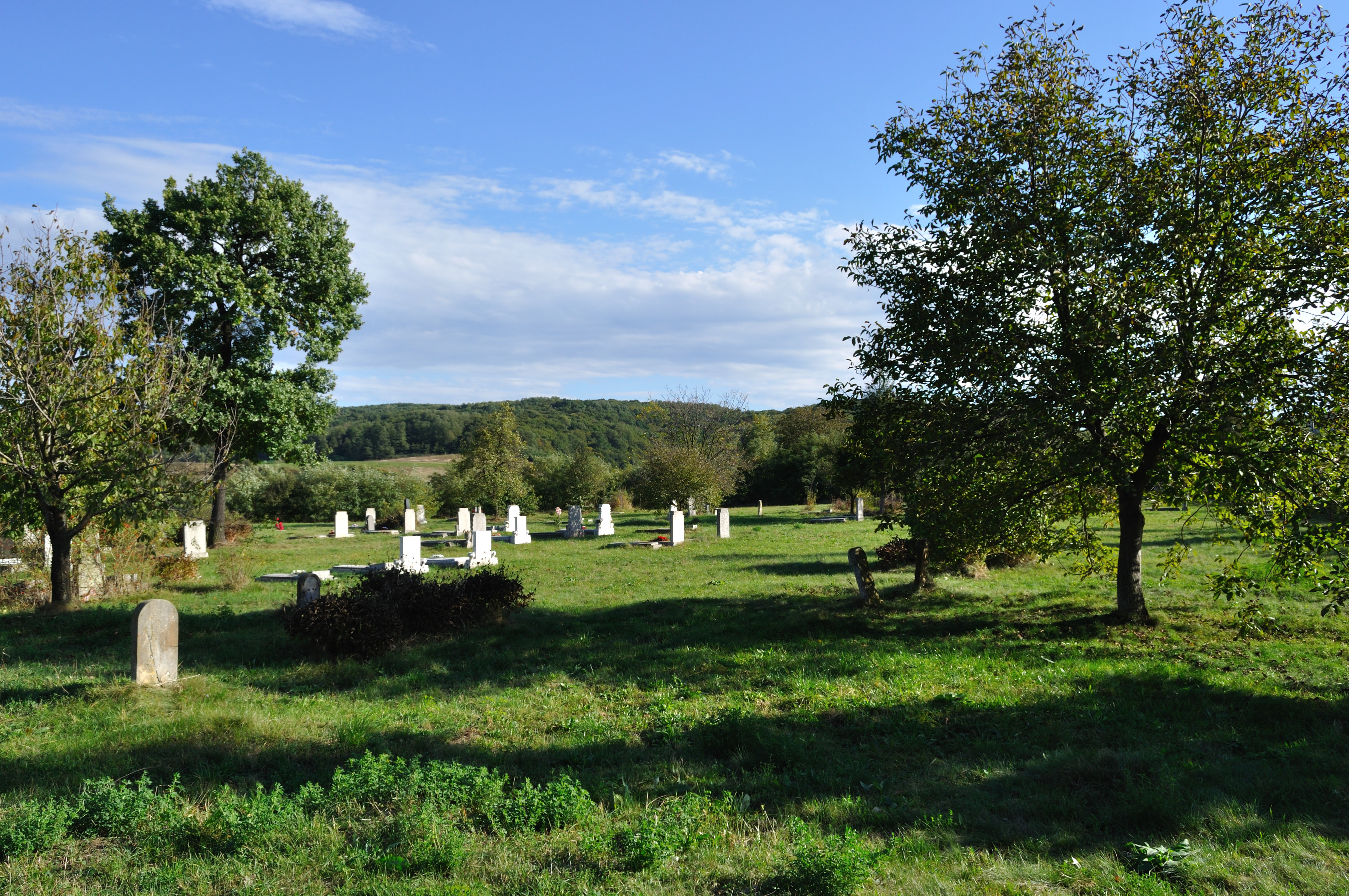
Temetője
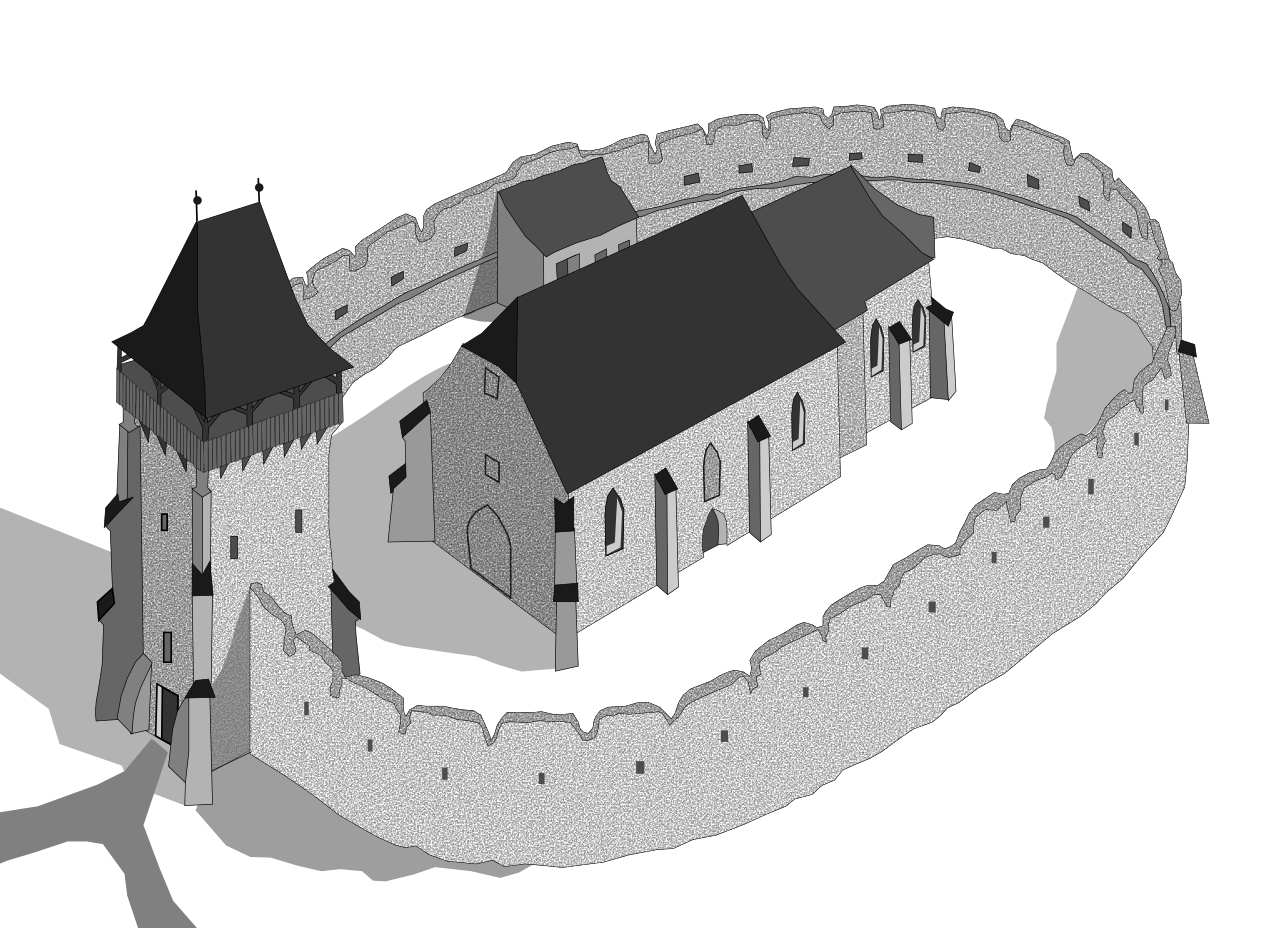
3D rajz az erődtemplomról
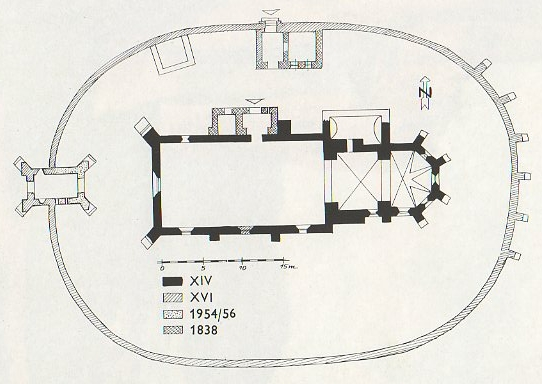
Alaprajz

## Külső hivatkozások
- Kultur.Sibiu: Biserica fortificată din Țapu. Youtube, 2017. július 26. (Hozzáférés: 2020. szeptember 6.)
- Deák Zsolt: Biserica fortificată – Țapu. Youtube, 2014. október 6. (Hozzáférés: 2020. szeptember 6.)